# Yisrael Yeshayahu
Yisrael Yeshayahu Sharabi (20 avril 1908 - 20 juin 1979) est un homme politique israélien, ministre et cinquième président de la Knesset.

## Biographie
Né à Sadeh au Yémen, d'un père tisserand juif de métier, il est envoyé très jeune à Sanaa où il étudie auprès du rabbin Yihya Qafih (décédé en 1931). Yeshayahu devient rapidement membre du mouvement Dor Daim, avant de faire son alya en 1929. Il devient chef du département des immigrants yéménites et des juifs de l'Est de la Histadrut en 1934, poste qu'il conserve jusqu'en 1948, date à laquelle il commence à organiser l'immigration des juifs yéménites, notamment l'Opération Tapis volant.
Membre du Conseil des travailleurs de Tel-Aviv, il est également délégué au Congrès sioniste et à l'Assemblée des représentants. Il est secrétaire adjoint du gouvernement et chargé de communication entre le gouvernement et la Knesset entre 1948 et 1949.
Il manque de peu d'être élu à la première Knesset en 1949, mais y entre en 1951 après la mort d'Avraham Tabib, membre de la Knesset et du parti Mapaï, et est soudainement promu du soixante-dix-septième rang du parti Mapai au vingt-neuvième rang du classement, remplaçant Aryeh Sheftel. Yeshayahu conserve son siège au Parlement israélien à chaque élection pendant les vingt-six années suivantes, jusqu'en 1977. Il est nommé ministre des Postes en 1967, fonction qu'il conserve jusqu'aux élections de 1969. Après avoir été secrétaire général du Parti travailliste entre 1971 et 1972, il est nommé président de la Knesset en 1972, fonction qu'il conserve jusqu'en 1977.
À l'âge de douze ans, il étudie auprès du grand rabbin et érudit yéménite, Yosef Qafih (en). Au Yémen, il appartenait aux congrégations de rite Baladi des Juifs yéménites et est actif dans la communauté Dor Daim, bien qu'il soit originaire d'une communauté qui a adopté le rite Shami. Yisrael Yeshayahu co-édite un livre avec Aharon Tzadok en 1945.
Il est enterré sur le mont Herzl, sa tombe se trouve à côté de celle de Golda Meir.